# Federazione Italiana Pallacanestro
Die Federazione Italiana Pallacanestro (FIP) ist ein Verband der die italienische Basketballmeisterschaft ausrichtet. Der Sitz der FIP ist in Rom.

## Gründung
Sie wurde am 2. November 1921 in Mailand als Federazione Italiana Basket-Ball gegründet. Sofort nach der Gründung schlossen sich ihr 10 Vereine an. Von diesen Mannschaften haben einige schon an zwei Meisterschaften, organisiert von der Federazione Ginnastica d'Italia teilgenommen.

1925 wurde der Name in Federazione Italiana Palla al Cesto und 1930 in Federazione Italiana Palla al Canestro (später dann Pallacanestro) geändert. 1930 wurde auch zum ersten Mal die italienische Damen-Basketballmeisterschaft organisiert, die FIP vom Comitato Olimpico Nazionale Italiano anerkannt und der Hauptsitz nach Rom verlegt.
Ab 1970 organisierte die FIP auch die Lega Basket Serie A und seit 1976 auch die Serie A1 der Frauen.

## Meisterschaften
Die FIP organisiert die Lega Baskets Serie A, die LegADue, die Serie B und die Serie C bei den Herren. Die Serie A1, Serie A2 und die Serie B bei den Damen.
Sie organisiert auch den italienischen Pokal, den italienischen Basketballpokal.

## Basketballfunktionäre des Verbandes (Auswahl)

### Liste von Präsidenten
| Präsident/1. Vorsitzender      | Amtszeit  | Beleg |
| ------------------------------ | --------- | ----- |
| Arrigo Muggiani                | 1921–1925 |       |
| Ferdinando Negrini             | 1926–1930 |       |
| Augusto Turati                 | 1930      |       |
| Alberto Buriani                | 1930      |       |
| Giuseppe Corbari               | 1931      |       |
| Giorgio Asinari di San Marzano | 1931–1942 |       |
| Vittorino Viotti               | 1942–1943 |       |
| Carlo Donadoni                 | 1944      |       |
| Guido Graziani                 | 1944      |       |
| Decio Scuri                    | 1945      |       |
| Enrico Castelli                | 1945      |       |
| Aldo Mairano                   | 1946–1954 |       |
| Vittorio Muzi di Dogliola      | 1954      |       |
| Decio Scuri                    | 1954–1965 |       |
| Claudio Coccia                 | 1965–1975 |       |
| Enrico Vinci                   | 1976–1992 |       |
| Gianni Petrucci                | 1992–1999 |       |
| Fausto Maifredi                | 1999–2008 |       |
| Dino Meneghin                  | 2008–2013 | [ 1 ] |
| Gianni Petrucci                | seit 2013 | [ 2 ] |

### Liste von Generalsekretären
| Name            | von | Bis | Beleg |
| --------------- | --- | --- | ----- |
| Maurizio Bertea |     |     | [ 2 ] |